# Huiskens en van Dijk
Huiskens en van Dijk was een machinefabriek, ketelmakerij en scheepswerf die van 1892 tot 1926 bestond te Dordrecht.

## Beginjaren
In 1892 startten de modelmaker Willem van Dijk en Dionysius Huiskens (1862-1931) met een stoomsmederij, een reparatiewerkplaats voor vooral scheepsmachinerieën aan de Vest te Dordrecht. Al gauw ging het bedrijf ook eigen scheepsmachinerieën vervaardigen, de eerste vermelding van de productie van scheepsketels en scheepsstoommachines dateert al van het startjaar; een stoomketel voor de sleepboot Anna. Dit gebeurde deels in opdracht voor derden, scheepswerven die de hoofdaannemer waren maar ook door Huiskens en van Dijk zelf. In de eerste jaren was de scheepswerf Wed. A. van Duyvendijk een belangrijke opdrachtgever. De onderneming groeide snel, in 1897 telde men al 50 a 60 werklieden. Na overname van de naastgelegen smederij Van As verwierf men in 1898 een aangrenzend terrein aan de Lijnbaan, waarop een aparte apart bedrijfsgebouw als ketelmakerij werd gebouwd. De bedrijfsvoering was verdeeld onder de twee vennoten: Huiskens bestierde de ketelmakerij, Van Dijk de machinebouw, bankwerkerij en modelmakerij. In 1901 liet Huiskens en van Dijk in eigen beheer op het eigen bedrijfsterrein een scheepswerf aanleggen zodat vanaf 1902 eigen schepen gebouwd konden worden, voorzien van de eigen voorstuwingsapparatuur. Dat betrof vooral sleepboten, een specialiteit van de onderneming. De werf leidde weer tot verdere personeelsgroei, circa 125 werklieden in 1904. 

## Bloei en neergang
Bij het twintigjarig bestaan, in 1912, telde Huiskens en van Dijk bijna 200 personeelsleden en waren er meer dan 150 stoommachines en ruim 190 stoomketels afgeleverd. De leiding bleef in handen van de oprichters die pas in 1911 een formele vennootschap aangingen. De Eerste Wereldoorlog leidde tot een ernstige inzakking van de markt naast personeels- en materiaalschaarste. Er volgden slechte jaren, ontslagen en sluiting van de werf. De herstart na beëindiging van de oorlog bracht volop reparatiewerk. Maar de beginjaren twintig waren weer slecht, met verliesgevende nieuwbouwopdrachten. In 1926 werd de onderneming geliquideerd. In 1927 volgde veiling van de inventaris, de opstallen werden gesloopt. Het terrein aan de Vest in huur van de gemeente ging in 1928 over aan een andere huurder, de overige bedrijfsgronden gingen onder meer over aan de Meterfabriek en de firma Koopman.